# Zavala megye
Zavala megye az Amerikai Egyesült Államokban, azon belül Texas államban található. Megyeszékhelye és legnagyobb városa Crystal City. Lakosainak száma 9670 fő (2020. április 1.). Zavala megye Dimmit, Uvalde, Frio, Maverick, Medina és Kinney megyékkel határos.

## Népesség
A megye népességének változása:
| Lakosok száma | 11 727 | 11 843 | 11 973 | 12 156 | 12 235 | 11 948 | 9670 |
|               | 2010   | 2011   | 2012   | 2013   | 2015   | 2017   | 2020 |